# Lisbet
Lisbet ist ein weiblicher Vorname.

## Herkunft und Bedeutung
Der Name ist skandinavische Kurzform von Elisabeth.

## Bekannte Namensträgerinnen
- Lisbet Kolding (* 1965), dänische Fußballspielerin
- Lisbet Lundquist (* 1943), dänische Film- und Theaterschauspielerin
- Lisbet Rausing (* 1960), schwedische Wissenschaftshistorikerin und Mäzenin
- Lisbet Stuer-Lauridsen (* 1968), dänische Badmintonspielerin